# 卡爾多 (加利福尼亞州)
卡爾多（英語：Caldor）是位於美國加利福尼亞州埃爾多拉多縣的一個非建制地區。該地的面積和人口皆未知。

## 地理
卡爾多的座標為38°36′22″N 120°25′58″W / 38.60611°N 120.43278°W，而該地的平均海拔高度為1354米（即4442英尺）。